# Vòng loại Giải vô địch bóng đá thế giới 2022 – Khu vực châu Đại Dương
Vòng loại giải vô địch bóng đá thế giới 2022 khu vực châu Đại Dương diễn ra từ ngày 14 đến ngày 30 tháng 3 năm 2022 để chọn ra đội thắng cuộc ở vòng cuối giành quyền vào vòng play-off liên lục địa.
Do ảnh hưởng của đại dịch COVID-19 tại châu Đại Dương, vòng loại diễn ra tập trung tại Qatar từ ngày 14 đến ngày 30 tháng 3 năm 2022.

## Thể thức
Vào tháng 11 năm 2021, OFC thay đổi thể thức mới vì ảnh hưởng của đại dịch COVID-19. Vòng loại chỉ được thi đấu một vòng duy nhất, 8 đội được chia làm 2 bảng, chọn ra 2 đội đứng đầu mỗi bảng giành quyền vào vòng cuối để tìm ra đội thắng cuộc sẽ giành quyền vào vòng play-off liên lục địa.

## Phân hạng
8 thành viên FIFA giành quyền tham dự vòng đấu này. Samoa thuộc Mỹ, Samoa và Tonga rút lui sau khi bốc thăm vào ngày 29 tháng 11 năm 2021.
| Vào thắng vòng bảng (Hạng 1–8) | Rút lui trước khi tham dự                                          |
| --- | ------------------------------------------------------------------ |
| 1. New Zealand (110) 2. Quần đảo Solomon (141) 3. Nouvelle-Calédonie (153) 4. Tahiti (159) 5. Fiji (161) 6. Papua New Guinea (164) 7. Quần đảo Cook (NR)W | - Vanuatu (163) - Samoa thuộc Mỹ (190) - Samoa (193) - Tonga (199) |

W Rút lui sau khi thi đấu một trận

## Lịch thi đấu
Lịch thi đấu ban đầu được công bố vào tháng 9 năm 2020,. Tuy nhiên đến tháng 9 năm 2021, do tình hình đại dịch COVID-19 tại châu Đại Dương diễn biến hết sức phức tạp, vòng loại khu vực châu Đại Dương diễn ra tập trung tại Qatar từ ngày 14 đến ngày 30 tháng 3 năm 2022.

## Vòng sơ loại
Hai đội xếp hạng thấp nhất (Tonga và Quần đảo Cook) giành quyền tham dự vòng sơ loại để chọn ra đội thắng sẽ giành quyền vào vòng bảng. Trận đấu sau đó hủy bỏ do Tonga bỏ cuộc và Quần đảo Cook nghiễm nhiên vào thắng vòng bảng.

### Kết quả
| Đội 1 | Tỉ số | Đội 2         |
| ----- | ----- | ------------- |
| Tonga | Hủy   | Quần đảo Cook |

### Trận đấu
| Tonga | Hủy | Quần đảo Cook |
| ----- | --- | ------------- |
|       |     |               |

## Vòng bảng
7 đội xếp hạng cao nhất cùng với đội thắng ở vòng sơ loại được chia làm 2 bảng 4 đội, chọn ra 2 đội đứng đầu bảng giành quyền vào vòng 2.

### Bốc thăm
Lễ bốc thăm được diễn ra tại Zürich, Thụy Sĩ vào ngày 29 tháng 11 năm 2021, 21:00 CET (30 tháng 11, 09:00 NZDT).
| Nhóm 1                                                                                     | Nhóm 2                                                                         |
| ------------------------------------------------------------------------------------------ | ------------------------------------------------------------------------------ |
| 1. New Zealand (110) 2. Quần đảo Solomon (141) 3. Nouvelle-Calédonie (153) 4. Tahiti (159) | 1. Fiji (161) 2. Vanuatu (163) 3. Papua New Guinea (164) 4. Quần đảo Cook (NR) |

| Lượt đấu   | Ngày                   | Các trận đấu |
| ---------- | ---------------------- | ------------ |
| Lượt đấu 1 | 17–18 tháng 3 năm 2022 | 4 v 1, 2 v 3 |
| Lượt đấu 2 | 20–21 tháng 3 năm 2022 | 1 v 3, 4 v 2 |
| Lượt đấu 3 | 24 tháng 3 năm 2022    | 1 v 2, 3 v 4 |

### Bảng A
| VT | Đội              | ST | T | H | B | BT | BB | HS | Đ | Giành quyền tham dự |  | Quần đảo Solomon | Polynésie thuộc Pháp | Quần đảo Cook | Vanuatu |
| -- | ---------------- | -- | - | - | - | -- | -- | -- | - | ------------------- |  | ---------------- | -------------------- | ------------- | ------- |
| 1  | Quần đảo Solomon | 1  | 1 | 0 | 0 | 3  | 1  | +2 | 3 | Vòng cuối           |  | —                | 3–1                  | —             | Hủy     |
| 2  | Tahiti           | 1  | 0 | 0 | 1 | 1  | 3  | −2 | 0 | Vòng cuối           |  | —                | —                    | —             | Hủy     |
| 3  | Quần đảo Cook    | 0  | 0 | 0 | 0 | 0  | 0  | 0  | 0 | Rút lui             |  | 0–2              | Hủy                  | —             | —       |
| 4  | Vanuatu          | 0  | 0 | 0 | 0 | 0  | 0  | 0  | 0 | Rút lui             |  | —                | —                    | Hủy           | —       |

1. 1 2  Vanuatu rút lui vào ngày 19 tháng 3 năm 2022 do có nhiều cầu thủ của họ dương tính với COVID-19, khiến đội không đủ quân số thi đấu.[16]
2. ↑  Trận đấu giữa Tahiti và Vanuatu dự kiến diễn ra vào ngày 17 tháng 3 năm 2022 bị hoãn lại do có nhiều cầu thủ của Vanuatu dương tính với COVID-19, khiến đội không đủ quân số thi đấu.[17]
3. ↑  Ngoài trận Vanuatu và Quần đảo Cook bị hủy, kết quả trận đấu giữa Quần đảo Cook và Quần đảo Solomon cũng bị hủy kết quả do Quần đảo Cook rút lui.[18]
4. ↑  Trận đấu giữa Quần đảo Cook và Tahiti dự kiến diễn ra vào ngày 20 tháng 3 năm 2022 bị hủy do có nhiều cầu thủ của Quần đảo Cook dương tính với COVID-19, khiến đội không đủ quân số thi đấu.[19]

| Quần đảo Cook | Hủy kết quả 0–2            | Quần đảo Solomon       |
| ------------- | -------------------------- | ---------------------- |
|               | Report (FIFA) Report (OFC) | - Kaua 20' - Hou 45+1' |

| Tahiti | Hủy                        | Vanuatu |
| ------ | -------------------------- | ------- |
|        | Report (FIFA) Report (OFC) |         |

| Quần đảo Cook | Hủy                        | Tahiti |
| ------------- | -------------------------- | ------ |
|               | Report (FIFA) Report (OFC) |        |

| Quần đảo Solomon | Hủy                        | Vanuatu |
| ---------------- | -------------------------- | ------- |
|                  | Report (FIFA) Report (OFC) |         |

| Vanuatu | Hủy                        | Quần đảo Cook |
| ------- | -------------------------- | ------------- |
|         | Report (FIFA) Report (OFC) |               |

| Quần đảo Solomon        | 3–1                        | Tahiti      |
| ----------------------- | -------------------------- | ----------- |
| - Lea'i 20', 52', 90+5' | Report (FIFA) Report (OFC) | - Tehau 26' |

### Bảng B
| VT | Đội                | ST | T | H | B | BT | BB | HS  | Đ | Giành quyền tham dự |   | New Zealand | Papua New Guinea | Fiji | Nouvelle-Calédonie |
| -- | ------------------ | -- | - | - | - | -- | -- | --- | - | ------------------- | - | ----------- | ---------------- | ---- | ------------------ |
| 1  | New Zealand        | 3  | 3 | 0 | 0 | 12 | 1  | +11 | 9 | Vòng cuối           |   | —           | —                | 4–0  | 7–1                |
| 2  | Papua New Guinea   | 3  | 2 | 0 | 1 | 3  | 2  | +1  | 6 | Vòng cuối           |   | 0–1         | —                | —    | 1–0                |
| 3  | Fiji               | 3  | 1 | 0 | 2 | 3  | 6  | −3  | 3 |                     |   | —           | 1–2              | —    | —                  |
| 4  | Nouvelle-Calédonie | 3  | 0 | 0 | 3 | 2  | 10 | −8  | 0 |                     | — | —           | 1–2              | —    |                    |

| Papua New Guinea | 0–1                        | New Zealand |
| ---------------- | -------------------------- | ----------- |
|                  | Report (FIFA) Report (OFC) | Waine 75'   |

| Nouvelle-Calédonie | 1–2                        | Fiji             |
| ------------------ | -------------------------- | ---------------- |
| Wetria 78'         | Report (FIFA) Report (OFC) | Nalaubu 11', 89' |

| Papua New Guinea | 1–0                        | Nouvelle-Calédonie |
| ---------------- | -------------------------- | ------------------ |
| - Semmy 8'       | Report (FIFA) Report (OFC) |                    |

| New Zealand                                      | 4–0                        | Fiji |
| ------------------------------------------------ | -------------------------- | ---- |
| - Wood 45', 73' - Just 71' - Lewis 90+3' (ph.đ.) | Report (FIFA) Report (OFC) |      |

| New Zealand                                                                         | 7–1                        | Nouvelle-Calédonie |
| ----------------------------------------------------------------------------------- | -------------------------- | ------------------ |
| Greive 8', 45+2' · Rogerson 35' (ph.đ.) · de Jong 74' · Tuiloma 81' · Wood 83', 90' | Report (FIFA) Report (OFC) | Saiko 15'          |

| Fiji            | 1–2                        | Papua New Guinea       |
| --------------- | -------------------------- | ---------------------- |
| Waranaivalu 12' | Report (FIFA) Report (OFC) | Kepo 45+1' · Semmy 63' |

## Vòng đấu loại trực tiếp
Vòng đấu loại trực tiếp sẽ có sự tham gia của 2 đội nhất bảng và 2 đội nhì bảng tại vòng loại thứ nhất. Các đội sẽ được thi đấu 2 trận bán kết 1 lượt và 1 trận chung kết 1 lượt. Đội giành chiến thắng sẽ giành vé dự vòng play-off liên lục địa. Sau 90 phút thi đấu chính thúc với tỉ số hòa, hai đội phải thi đấu thêm 2 hiệp phụ (mỗi hiệp 15 phút); sau 2 hiệp phụ tỉ số vẫn hòa thì hai đội phải giải quyết bằng loạt đá luân lưu 11m.

### Sơ đồ
|  | Bán kết                    | Bán kết     |                            |   | Chung kết | Chung kết |
|  |                            |             |                            |   |           |           |
|  | 27 tháng 3 năm 2022 – Doha |             |                            |   |           |           |
|  |                            |             |                            |   |           |           |
|  | Quần đảo Solomon           | 3           |                            |   |           |           |
|  | Quần đảo Solomon           | 3           | 30 tháng 3 năm 2022 – Doha |   |           |           |
|  | Papua New Guinea           | 2           |                            |   |           |           |
|  | Papua New Guinea           | 2           | Quần đảo Solomon           | 0 |           |           |
|  | 27 tháng 3 năm 2022 – Doha |             | Quần đảo Solomon           | 0 |           |           |
|  |                            | New Zealand | 5                          |   |           |           |
|  | New Zealand                | New Zealand | 5                          | 1 |           |           |
|  | New Zealand                |             |                            | 1 |           |           |
|  | Tahiti                     | 0           |                            |   |           |           |
|  | Tahiti                     | 0           |                            |   |           |           |

### Bán kết
| Quần đảo Solomon           | 3–2                        | Papua New Guinea             |
| -------------------------- | -------------------------- | ---------------------------- |
| - Hou 33', 66' - Lea'i 71' | Report (FIFA) Report (OFC) | - Komolong 24' - A. Kepo 88' |

| New Zealand  | 1–0                        | Tahiti |
| ------------ | -------------------------- | ------ |
| - Cacace 71' | Report (FIFA) Report (OFC) |        |

### Chung kết
Đội thắng cuộc sẽ giành quyền vào vòng play-off liên lục địa.
| Quần đảo Solomon | 0–5                        | New Zealand                                              |
| ---------------- | -------------------------- | -------------------------------------------------------- |
|                  | Report (FIFA) Report (OFC) | - Tuiloma 23', 70' - Wood 39' - Bell 50' - Garbett 90+1' |

## Vòng play-off liên lục địa
Lễ bốc thăm vòng play-off liên lục địa diễn ra vào ngày 26 tháng 11 năm 2021. Đội thắng khu vực châu Đại Dương sẽ thi đấu với đội xếp thứ tư khu vực CONCACAF. Vòng đấu diễn ra tại Qatar vào hai ngày 13 và 14 tháng 6 năm 2022.
| Đội 1      | Tỉ số | Đội 2       |
| ---------- | ----- | ----------- |
| Costa Rica | 1–0   | New Zealand |

## Cầu thủ ghi bàn hàng đầu
Đã có 37 bàn thắng ghi được trong 11 trận đấu, trung bình 3.36 bàn thắng mỗi trận đấu.
5 bàn thắng
- Chris Wood

4 bàn thắng
- Raphael Lea'i

3 bàn thắng
- Bill Tuiloma
- Alwin Hou

2 bàn thắng
- Sairusi Nalaubu
- Alex Greive
- Ati Kepo
- Tommy Semmy

1 bàn thắng
- Tevita Waranaivalu
- Jean-Philippe Saïko
- Jordan Wetria
- Joe Bell
- Liberato Cacace
- Andre de Jong
- Matthew Garbett
- Elijah Just
- Clayton Lewis
- Logan Rogerson
- Ben Waine
- Alwin Komolong
- Atkin Kaua
- Alvin Tehau